# 238
238 (CCXXXVIII) je bilo navadno leto, ki se je po julijanskem koledarju začelo na ponedeljek.

## Dogodki
- 1. januar

## Rojstva
- Filip II., cesar Rimskega cesarstva († 249)

## Smrti
- Balbin, 31. cesar Rimskega cesarstva (* okoli 165)
- Gordijan I., 28. cesar Rimskega cesarstva (* okoli 159)
- Maksimin Tračan, 27. cesar Rimskega cesarstva (* okoli 173)
- Pupien, cesar Rimskega cesarstva (* okoli 168)